# Стоян Ризов
Стоян Ризов (1953 – 2012) е български дипломат.

## Биография
Завършва висшето си образование в Софийския университет и Дипломатическата академия в Москва. През 1983 г. постъпва на работа в Министерството на външните работи. Преминал последователно всички дипломатически рангове, има задгранични мандати в Бангкок (Тайланд) и Кайро (Египет).
Aдвокат в Софийската адвокатска колегия (1998 – 2005). Съветник на министър на вътрешните работи Румен Петков (2005 – 2008). Бил е член последователно в 2 състава на Управителния съвет на Българското дипломатическо дружество.
Посланик в Казахстан от 12 април 2009 г., след освобождаването на Никола Филчев като посланик.
Починал през 2012 г.